# Legio IIII Martia
Die Legio IIII Martia war eine Legion der römischen Armee. Das Legionssymbol ist unbekannt. Der Name war vom Kriegsgott Mars abgeleitet und die Ziffer vier war eine Fortzählung der bereits in der Provinz Arabia stationierten Legio III Cyrenaica.
Die Legion wurde vermutlich von Aurelian (270–275) oder Diokletian (284–305) ausgehoben, um die nach der Niederschlagung der Usurpation Zenobias von Palmyra im Jahr 272 geschwächten Einheiten der Provinz Arabia Petraea zu verstärken. In der jüngeren Forschung wird neben einer Aushebung um 300 durch Diokletian auch Galerius (293/305–311), der eine Affinität zu Mars hatte, als Urheber erwogen.
Das erste Legionslager in Betthorus (heute el-Leğğūn) bei Rabbat-Moab wurde um 300 errichtet und bot auf 242 m × 190 m Unterkünfte für etwa 2000 Legionäre. Nach einem Erdbeben wurde das Lager um 363 wiederaufgebaut, jedoch weisen die ergrabenen Funde nur mehr auf Unterkünfte für etwa 1000 Mann hin. Der schriftliche Nachweis der Quarta Martia ist aus dem frühen 5. Jahrhundert überliefert, als die Legion unter dem Oberbefehl des Dux Arabiae in Betthorus stationiert war. Weitere Erdbeben führten 505 zu Beschädigungen. Wohl zeitgleich mit den anderen östlichen Garnisonsorte scheint die Legion im Jahre 530 abgezogen worden zu sein. Anschließend zog die bisher im umliegenden Lagerdorf lebende Zivilbevölkerung hinter die schützenden Kastellmauern. Mit einem schweren Erdbeben, das 551 erfolgte, endete auch die zivile Nachnutzung. Samuel Thomas Parker führte hier zwischen 1980 und 1989 fünf Grabungskampagnen durch.